# Behavazott kert (Gauguin-kép)
A Behavazott kert Paul Gauguin festménye, amely a Szépművészeti Múzeum gyűjteményének része.

## Keletkezése
Gauguin 1879-ben festette a tájképet kezdő művészként; ekkor még tőzsdeügynökként dolgozott. A képen már felfedezhető a modern városi élettől való eltávolodás igénye, ami Gauguint később majd a francia vidékre, onnan pedig Tahitire vezeti. A kép a párizsi Vaugirard-ban készült, a táj csendes, nyugodt. Az impresszionista ecsetkezelés Pissarro erős hatását mutatja, aki 1874-ben vette szárnyai alá a fiatal művészt; hozzá köthető a kép különleges kompozíciója is, melyben a táj a fák között sejlik fel – olvasható a Szépművészeti Múzeum leírásában. A kép olajfestékkel készült vászonra, mérete 60,5 × 81 centiméter.